# Aplastodiscus albosignatus
Aplastodiscus albosignatus é uma espécie de anfíbio da família Hylidae. Endêmica do Brasil, pode ser encontrada na Serra do Mar e Serra da Mantiqueira nos estados do Rio de Janeiro, Minas Gerais e São Paulo.